# Svindt Ferenc

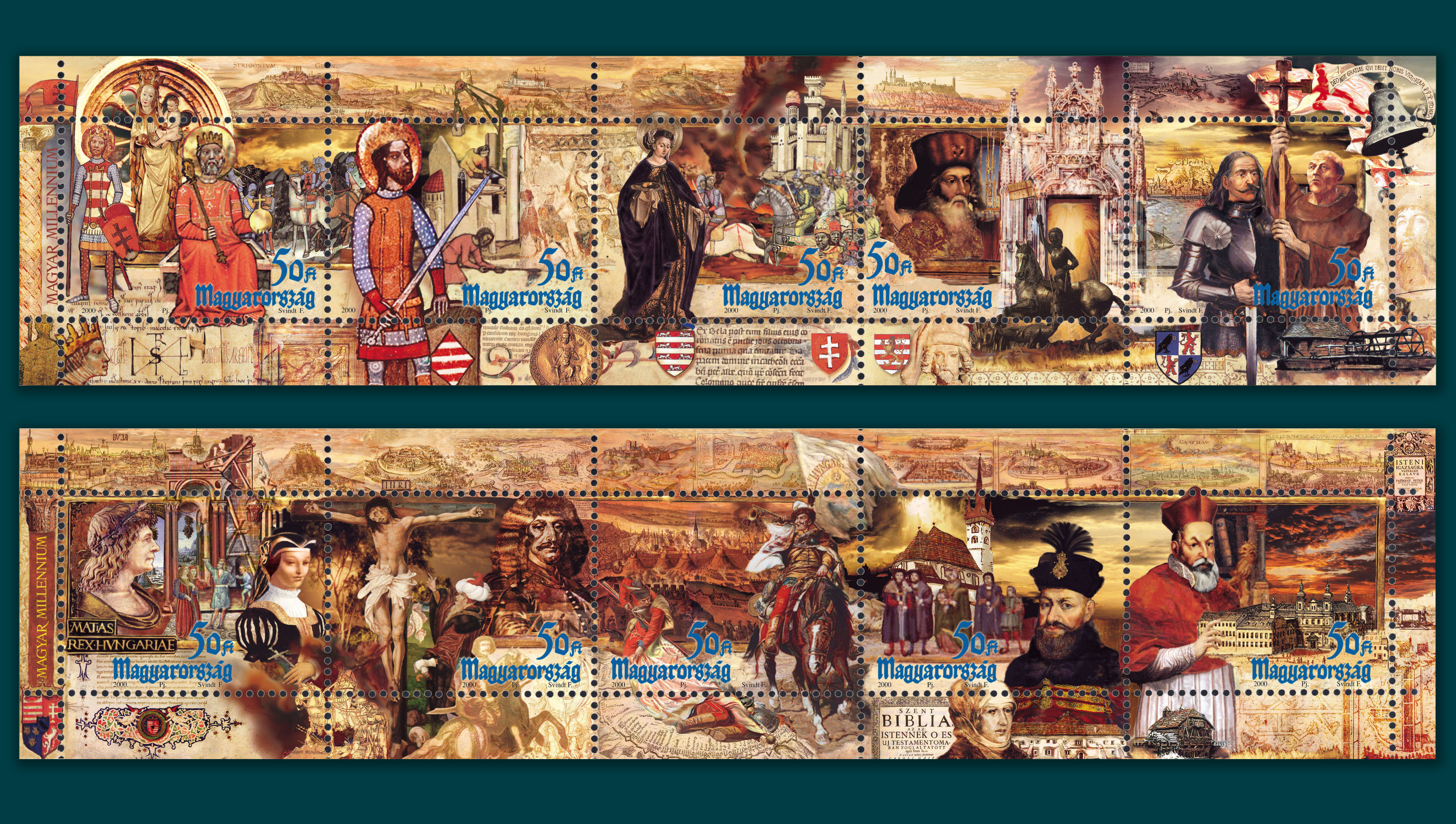
Magyar Millennium I-II. bélyeg Svindt Ferenc, 2000.

Svindt Ferenc (1950– ) képzőművész, grafikus, bélyegtervező.

## Életútja
Tanulmányait 1976 és 1980 között végezte a Magyar Képzőművészeti Főiskolán, 1981-ben diplomázott, mesterei Nagy Gábor és Sarkantyú Simon voltak. Több, mint száz bélyegcímlet tervezője. 1980-ban kezdett szitanyomatokat készíteni, néhányat átfestett-átrajzolt vagy ujjlenyomatokkal borított. Készített szénrajzokat, pasztell- és olajképeket. Közben folyamatosan fotózott – a fotogramtól kezdve fekete-fehér laborálásban mindenféle technikát használt. A bélyegtervezés kapcsán nyomdai környezetben az előkészítéstől a nyomásig minden munkafázist megtapasztalt. Az 1989-es 301-es parcella emlékmű-tervpályázaton Csoma Gergely szobrászművésszel közösen beadott tervéből fejlődött ki az „Élő emlékmű” terve: integrált közösségi és játszótér vak, mozgássérült, fogyatékkal élő és ép gyerekek közös játéktereként. 1990-ben az elsők között kezdett számítógépet használni a bélyegtervezésben. 1990-1994 között tervezte a Formatervezési Nívódíjas PLODO konstrukciós repülőtér-fajátékot, amit az USA-tól Japánig szabadalmaztatott. 1998-99-ben a Torinói lepel és Masaccio Szentháromság-freskójának Atya-arca hasonlóságát dolgozta fel a számítógép lehetőségei és Rubljov Jézus-ikonja felhasználásával. A Magyar Posta ezt a munkáját adta ki húsvéti ünnepi bélyegnek 1999-ben. 2000-2001-ben jelent meg húsz bélyeget tartalmazó négy kisívben a Millenniumra tervezett, a magyar történelmet feldolgozó bélyegsorozata. A parafrázist alapvető hozzáállásának tekinti: választott mesterei Friedrich, Brueghel, Goya, Delacroix és Masaccio.

## Kiállításai
- 1981/82 – GAMF, Kecskemét
- 1986 – PTE ÁOK, Pécs
- 2013–2014 – Bélyegmúzeum, Budapest
- 2017 – Pesti srácok emlékműve, Ferencvárosi Helytörténeti Gyűjtemény, Budapest

### Csoportos képzőművészeti kiállításai
- 1986-ig FKS-kiállítások
- 2006 – MODEM, Debrecen

## Bélyegei
Repertoárjában nyolcvanhárom bélyegcímlet található, köztük kilenc portóbélyeg, valamint egy speciális belföldi kiscsomagbélyeg. A következő lista csupán válogatás műveiből:
- 1985: S. O. S. Gyermekfalu
- 1986: Nemzetközi Békeév, bélyegpár + blokk
- 1987: Gyöngyöspatai Jessze-oltár, szelvényes pár
  - Hírközlés, bélyegsor
- 1988: Baross  Gábor, bélyegpár + blokk
- 1989: Régi malmok, bélyegsor
  - Öttusa világbajnokság, szelvényes
- 1994: Téli olimpia
- 1995: 100 éves a MOB, bélyegsor
  - Moholy Nagy László és Bernáth Aurél, bélyegpár
- 1996: Az 1956-os forradalom és szabadságharc emlékére, bélyegsor + blokk
  - Európa: Híres asszonyok, bélyegpár
  - Nemzetközi drogellenes nap
  - Atlantai olimpia, bélyegsor
- 1997: Magyarország az árvízkárosultakért
  - 150 éves a Toldi
- 1998: Márciusi ifjak 1848
  - Mária Terézia postapátense
- 1998: Belföldi kiscsomagbélyeg
- 1999
  - Földrészek állatai – Ázsia + blokk
  - Húsvét
- 2000: Magyar millennium I-II.
- 2001: Magyar millennium III-IV.
  - Gyorskorcsolya VB
- 2005: Bélyegnap, bélyegpár + blokk
- 2006: Sasváriné Paulik Ilona paralimpiai bajnok
- 2007: Bélyegnap, 800 éve született Szent Erzsébet, 1000 éve született Szent Imre herceg, bélyegpár + blokk
- 2008: Bélyegnap', Reneszánsz év szelvényes pár + blokk

## Díjai, kitüntetései
- 1994: Magyar Formatervezési Nívódíj (PLODO játékrepülőtér, fajáték)
- 1995: Bélyegolimpia II. helyezés (bélyeg: Téli olimpia, Lillehammer)
- 1997: a Magyar Posta művészeti díja
- 2000: az év legszebb bélyege
- 2002: a Magyar Posta művészeti díja
- 2008: az év legszebb bélyege